# Johan de Wit
Johan de Wit (Purmerend, 14 juli 1979) is een schaatscoach van Team Gold. Tussen 2015 en 2022 was hij bondscoach van Japan.

## Biografie
De Wit is als trainer overgekomen van het Gewest Noord-Holland/Utrecht. Vanaf schaatsseizoen 2006/2007 heeft hij als 27-jarige met APPM als trainer successen geboekt bij het NK Sprint waar de twee sprinters Lars Elgersma en Jacques de Koning zich wisten te plaatsen voor de WK Sprint in Thialf en daar 8e en 9e werden. Daarna heeft de schaatsploeg zich uitgebreid met enkele allrounders.
Op 23 maart 2011 maakte APPM-manager Yuri Solinger bekend dat De Wit na een evaluatie is ontslagen als coach. Vrijwel tegelijkertijd kwam het Team 1nP, een project van Michiel Wienese, zonder coach te zitten nadat Rutger Tijssen naar Team Liga ging. Wienese was al bekend met de kwaliteiten van De Wit doordat hij van Irene Schouten, die in 1nP zat in 2009-2010 de kwaliteiten van De Wit zijn programma's had gezien. Vervolgens werd de Wit in mei 2011 aangesteld als hoofdtrainer bij 1nP, waar hij o.a. Lucas van Alphen en Frank Hermans maar ook Bram Smallenbroek onder zijn hoede kreeg. Via de bekendheid van laatstgenoemde Nederlander die uitkwam voor Oostenrijk, kwam het team 1nP in beeld bij Beau van Erven Dorens, die een speciale editie aan het team wijdde van zijn programma De wereld van Beau.

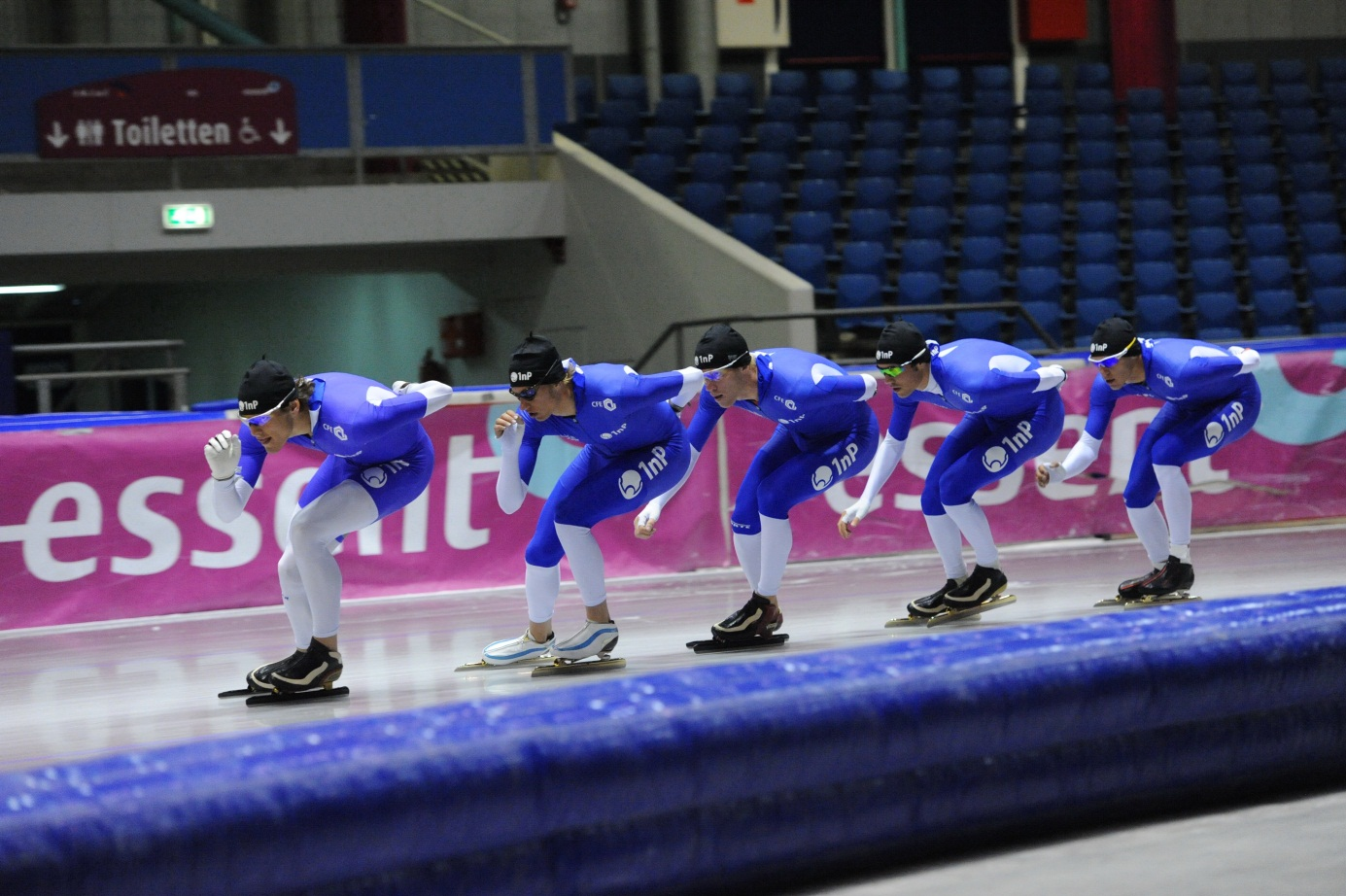
Team 1nP (oktober 2011)

Een nieuwe grote financier bleef echter uit ondanks de goede prestaties van het team met o.a. brons van Ben Jongejan op het NK Allround. Toen Wienese in maart 2012 moest melden dat de hoofdfinancier van zijn project, 1nP uit de geestelijke gezondheidszorg, noodgedwongen moest stoppen en zijn contacten met Beslist.nl een ander team verkozen, hield 1nP op te bestaan. Het team ging in afgeslankte vorm door onder De Wit onder de naam Project 2018 en Team New Balance, tot en met seizoen 2014/2015. Dat laatste seizoen sloten de Japanners Nana Takagi, Saori Toi en Shane Williamson zich ook aan.

### Bondscoach Japan
Na het stoppen van de sponsor wilde De Wit aanvankelijk ook uit de schaatswereld stappen, maar onder de indruk van zijn prestaties met het Japanse trio werd hij uitgenodigd door de voorzitter van de schaatsbond en politica Seiko Hashimoto. Met ingang van seizoen 2015/2016 is hij voor ten minste drie seizoenen coach van de Japanse selectie, samen met assistent-coach Robin Derks en krachttrainer en inspanningsfysioloog Jeroen Rietvelt. Op dat moment waren er weer bondsploegen opgericht door coaches die daarvoor atleten waren. De Wit creëerde vervolgens een structuur. Zij trainen nu korter, maar intensiever en door resultaten gingen deze coaches om waaronder Akira Kuroiwa. Hij werd later teammanager. Op het WK Allround in Berlijn dat eerste seizoen wisten Misaki Oshigiri, Miho Takagi en Ayaka Kikuchi onder zijn leiding te eindigden bij de eerste acht. Bij de wereldbeker in Astana tussen 2 en 4 december 2016 gingen maar liefst tien medailles, waarvan de helft van goud, naar Japan en tijdens de eerste wereldbekerwedstrijd van het seizoen erop behaalde Japan zes gouden, een zilveren en een bronzen medaille. Op de ploegenachtervolging voor vrouwen reden de Japanners het bijna acht jaar oude wereldrecord van de Canadese dames uit de boeken. Tijdens de Olympische Winterspelen in PyeongChang behaalde het team van De Wit twee keer goud en één keer zilver. Aan het einde van het seizoen werd Miho Takagi in de buitenlucht van Amsterdam wereldkampioene allround. In het seizoen 2018/2019 werd Kikuchi assistent-coach en begon het seizoen in eigen land met twee wereldbekerwedstrijden; in Obihiro en de openluchtijsbaan van Tomakomai, ten zuidoosten van Obihiro. In seizoen 2020/2021 zijn de world cup-wedstrijden en de WK's overgeslagen vanwege de coronapandemie.
Op de Olympische Winterspelen 2022 in Peking behaalde zijn pupil Miho Takagi goud op de 1.000 meter. Toch kreeg De Wit terug in Japan te horen dat zijn contract niet werd verlengd.

### Team Gold
In juni 2022 werd bekend dat De Wit de privétrainer wordt van Takagi met de bedoeling de renderende aanpak te continueren en zich voor 2022/2023 aansloot bij Team FrySk in Leeuwarden. Op 17 april 2023 werd bekend dat Team Gold rondom Takagi is opgebouwd met meerdere internationale rijders waaronder Ayano Sato en Yuma Murakami, een staf met zowel sporttechnische als medische begeleiding en de juiste trainingsfaciliteiten. Het team bestaat uit schaatsers die hun eigen route bekostigen. De Nederlandse Sanne in 't Hof was de enige Nederlandse rijdster in het seizoen 2023-2024.